# Yotta-
Yotta (ký hiệu Y) là tiền tố SI được viết liền trước một đơn vị đo lường quốc tế để chỉ bội số lớn gấp 1024 hay 1.000.000.000.000.000.000.000.000 (1 triệu tỷ tỷ) lần  của đơn vị này.
Tiền tố này được công nhận từ năm 1991. Theo tiếng Hy Lạp, Yotta có nghĩa là tám, vì nó bằng 10008. Yotta là tiền tố cuối cùng và lớn nhất của hệ SI được công nhận, cho đến khi hai tiền tố mới ronna và quetta được công nhận vào năm 2022.